# Павел Яковенко
Павел Яковенко (на украински: Павло Яковенко; на руски: Павел Яковенко) е съветски и украински футболист и треньор. Почетен майстор на спорта на СССР (1986). Почетен треньор на Украйна. Носител на Орден за заслуги II степен (2016).

## Кариера
Започва кариерата си в Металист Харков, но най-успешните му години са в Динамо Киев. През 1988 г. той претърпява сериозна травма, поради което пропуска Евро 1988 и Мондиал 1990. Във футбола той се връща във втората половина на 1991 г. През 1992 г. преминава в Сошо, където успява да проведе само един официален мач за сезона, поради нова тежка контузия.

### Национален отбор
Общо за националния отбор на СССР изиграва 19 мача и вкарва 1 гол. Първият му мач е на 7 май 1986 г. срещу Финландия, резултат 0:0. Последния е на 28 март 1990 г. срещу Холандия, където Съветския съюз печели с 2:1.

## Отличия

### Отборни
Динамо Киев
- Съветска Висша лига: 1985, 1986, 1990
- Купа на СССР по футбол: 1985, 1987, 1990
- Суперкупа на СССР по футбол: 1986, 1987
- Купа на носителите на купи: 1986